# Palaechthonidae
De Palaechthonidae zijn een familie van uitgestorven zoogdieren behorend tot de Plesiadapiformes, verwanten van de primaten. Ze leefden in het Paleoceen in Noord-Amerika.
Het waren boombewoners. Een fossiel van Torrejonia uit het San Juan-bekken is het oudste skelet van een primaatachtige en heeft veel kenmerken van een boombewoner met zeer bewegelijke enkels, schouders en heupen. 
Kleine vormen zoals Palaeochtha (22 gram) waren waarschijnlijk insectivoor. Grotere taxa zoals Torrejonia (810 gram) en Anasazia hadden vermoedelijk een gemengd dieet met onder meer vruchten. 